# Paul Radmilovic
Paul Radmilovic, właśc. Paolo Francesco Radmilovic (ur. 5 marca 1886 w Cardiff, zm. 29 września 1968 w Weston-super-Mare) – brytyjski pływak i piłkarz wodny, czterokrotny mistrz olimpijski.
Urodził się w Walii jako syn Chorwata i Irlandki. Wystąpił na Olimpiadzie Letniej w 1906 roku w Atenach, gdzie zajął 4. miejsce w wyścigu pływackim na 100 metrów stylem dowolnym oraz 5. miejsce na 400 m stylem dowolnym. Startował również w wyścigu na 1 milę stylem dowolnym, ale nie ukończył konkurencji.
Na igrzyskach olimpijskich w 1908 w Londynie zdobył złoty medal w piłce wodnej, a także w sztafecie 4 × 200 m stylem dowolnym (w składzie z Johnem Derbyshire, Williamem Fosterem i Henrym Taylorem). Odpadł również w półfinałach wyścigów na 100 m stylem dowolnym i na 400 metrów stylem dowolnym, a po wygraniu serii na 1500 m stylem dowolnym nie wystąpił w półfinale.
Był kapitanem brytyjskiej drużyny piłki wodnej na igrzyskach olimpijskich w 1912 w Sztokholmie i ponownie zdobył z nią złoty medal. Odpadł w ćwierćfinale wyścigu pływackiego na 100 m stylem dowolnym.
Po zakończeniu I wojny światowej kontynuował karierę sportową. Na igrzyskach olimpijskich w 1920 w Antwerpii po raz kolejny zdobył złoty medal w piłce wodnej. Wystąpił również na igrzyskach olimpijskich w 1924 w Paryżu, gdzie drużyna brytyjska przegrała swój pierwszy mecz i odpadła z dalszych rozgrywek, a także na igrzyskach olimpijskich w 1928 w Amsterdamie, gdzie zajęła 4. miejsce.
W 1967 został wybrany do International Swimming Hall of Fame.